# Middlebury (Connecticut)
Middlebury – miejscowość w Stanach Zjednoczonych, w stanie Connecticut, w hrabstwie New Haven.